# Dolfirodam
Dolfirodam was een dolfinarium dat van 1970 tot 1973 in de Nederlandse stad Rotterdam, in de Rotterdamse haven en van 1973 tot 1980 in Scharendijke stond. De naam Dolfirodam was een samenvoeging van dolfijn en Rotterdam. Het dolfinarium werd speciaal voor C70 gebouwd, ontwikkeld in samenwerking met Dolfinarium Harderwijk en bestond uit drie aan elkaar gekoppelde binnenvaartschepen. Doordat het dolfinarium uit drie binnenvaartschepen bestond was dit de enige drijvende dolfinarium ter wereld.

## Geschiedenis

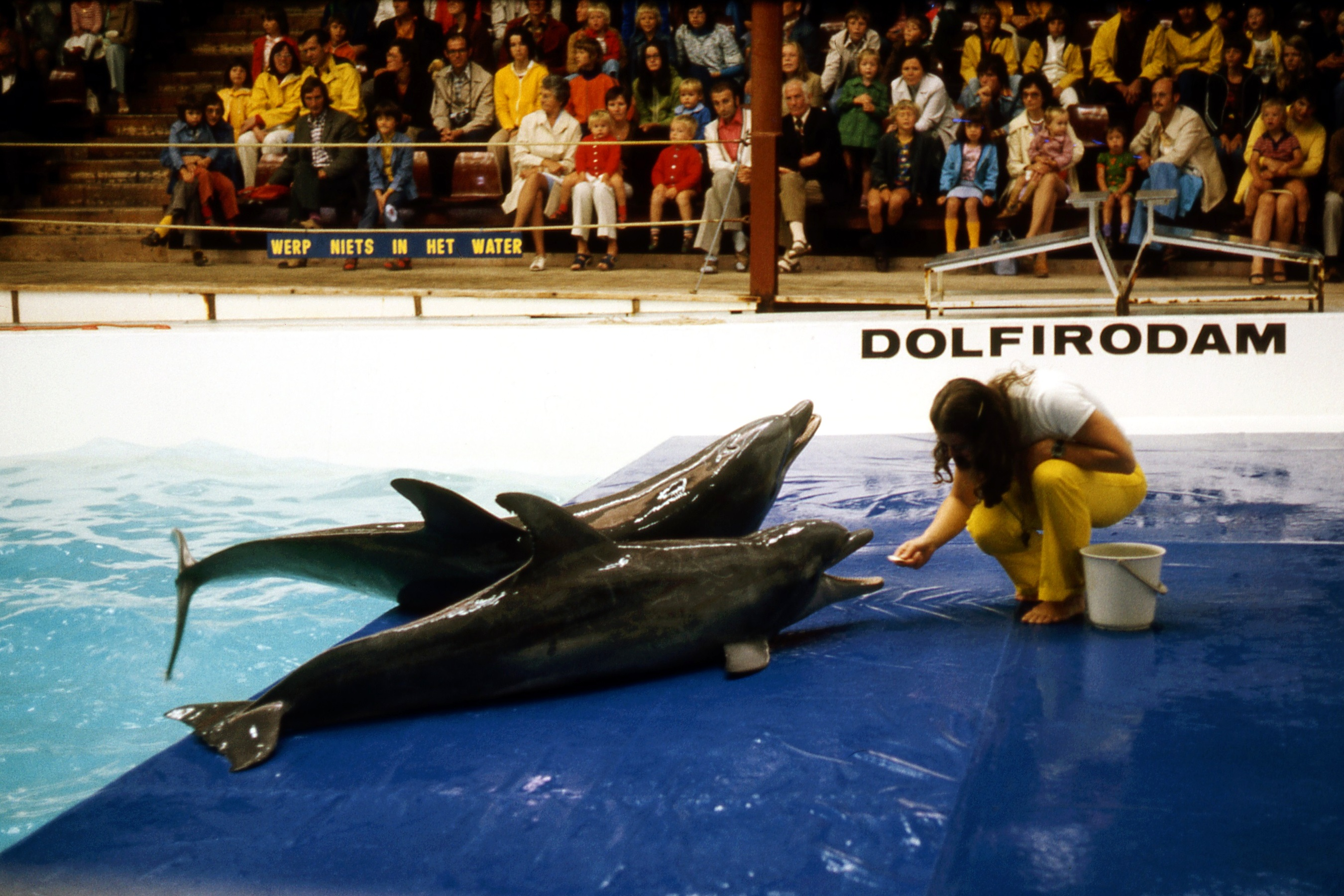
1974: Dolfirodam van Scharendijke

In 1969 kwamen er plannen om naar aanleiding van de populaire films en televisieseries rond Flipper voor het evenement C70 een dolfinarium te ontwikkelen. Het dolfinarium werd gebouwd in drie voormalige binnenvaartschepen en kwam te liggen in de Leuvehaven. In samenwerking werd Dolfinarium Harderwijk werden enkele verzorgers, trainers en dolfijnen uitgeleend aan Dolfirodam. Eind 1971 werd door tegenvallende bezoekers-aantallen bij zowel Dolfirodam als bij Dolfinarium Harderwijk en door dierensterfte in Dolfinarium Harderwijk de samenwerking beëindigd en gingen de dolfijnen terug naar Harderwijk. Hierdoor ging Dolfirodam eigen dolfijnen aankopen uit Florida en werden,om de trainingstijd te overbruggen, enkele filmdolfijnen gehuurd.
Door tegenvallende bezoekers-aantallen, Rotterdammers die voor uitjes vaak buiten de stad gingen en wegens nieuwbouw in de Leuvehaven, verhuisde Dolfirodam in 1973 naar Scharendijke. In 1977 waren de binnenvaartschepen waar het dolfinarium op gebouwd werd aan vervanging toe. Ook was de capiciteit niet meer toereikend. Er werd toen gekeken naar nieuwbouw, maar dit werd tegengewerkt door de provincie Zeeland. Doordat in 1980 geen vergunning meer gegeven werd moest het dolfinarium de deuren sluiten in Scharendijke. Op 26 oktober 1980 werd de laatste show gegeven. Er werd gekeken naar een nieuwe locatie om verder te gaan en die werd gevonden in het Limburgse plaatsje Stein, waar een geheel nieuw dolfinarium gebouwd werd. De naam werd gewijzigd in Dolfirado. In 1981 werd het voormalige gebouw in Scharendijke bijna volledig gesloopt.
Aeres MBO Barneveld ·
Almere Jungle ·
Animal Farm ·
Apenheul ·
AquaZoo Leeuwarden ·
Aquazoo Leerdam ·
Artis ·
Artisklas Haarlem ·
Berkenhof Tropical Zoo ·
BestZoo ·
Botanische Tuinen Universiteit Utrecht ·
Center Parcs Het Heijderbos ·
Centrum voor Natuur- en Milieu Educatie ·
WaterLand Neeltje Jans ·
DierenPark Amersfoort ·
Dierenpark De Oliemeulen ·
Dierenpark Zie-ZOO ·
Diergaarde Blijdorp ·
DoeZoo Insektenwereld ·
Dolfinarium Harderwijk ·
Ecomare ·
Eindhoven Zoo ·
Faunapark Flakkee ·
Fort Kijkduin ·
GaiaZOO ·
Hof van Eckberge ·
Informatiecentrum De Noordwester ·
Kabouterland ·
Kasteelpark Born ·
Koninklijke Burgers' Zoo ·
Dierenpark Hoenderdaell ·
Muzeeaquarium Delfzijl ·
Natuurcentrum Ameland ·
Ouwehands Dierenpark ·
Pantropica ·
Plaswijckpark ·
Reptielenhuis De Aarde ·
Reptielenzoo Iguana ·
Safaripark Beekse Bergen ·
Sea Life Scheveningen ·
Stichting AAP ·
Stichting Das & Boom ·
Taman Indonesia ·
Texel ZOO ·
Uilen- en Dierenpark De Paay ·
Van Blanckendaell Park ·
Vlinderparadijs Papiliorama ·
Vlinders aan de Vliet ·
Vlindersafari ·
Vlindertuin De Kas ·
Vlindorado ·
Vogelpark Avifauna ·
Vogelpark Ruinen ·
Vogelrevalidatiecentrum Zundert ·
Wereldtuinen Mondo Verde ·
Wildlands Adventure Zoo Emmen ·
Wonderwereld ·
Zee Aquarium Bergen aan Zee ·
ZooParc Overloon ·
Zoo Veldhoven
Opgeheven: Animali Vogel- en dierenpark · Noorder Dierenpark Emmen · Dierenpark Wassenaar · Dierenpark Wissel · Dolfirama · Dolfirado · Dolfirodam · Grottenaquarium Valkenburg · Fazanterie de Rooie Hoeve · Haagse Dierentuin · Kasteeltuinen Arcen · Klant’s Dierentuin · Klein Costa Rica · Labyrinth Boekelo · Omnium Goes Tropisch bos · Papegaaienpark N.O.P. · Passiflorahoeve · Reptielenzoo "SERPO" · Schildpaddencentrum · Stonehenge Wildlife · Tilburgs dierenpark · Tropisch Oosten · Vogel- en wandelpark Abbeweer · Zodiac Zoos